# Podskalí
Podskalí (deutsch Rasseln) ist eine zu Děčín XIII - Loubí (Laube) gehörige Häusergruppe in Tschechien.

## Geografische Lage
Der kleine Ort liegt unmittelbar am rechten Elbufer, an der Einmündung eines steilen Tals, auf einem hohen Schuttkegel, nördlich von Děčín im Elbsandsteingebirge. Am gegenüberliegenden Elbufer mündet der tiefe Grund der Tschirte (Čertova voda) in das Elbtal
Südlich davon befinden sich die Häuser von Prostřední Žleb (Mittelgrund).

## Geschichte
Rasseln bildete von Anfang an einen Ortsteil von Laube, das aus dem nördlich von Tetschen gelegenen Laubengrund hervorgegangen ist, der 1511 an die Stadt Tetschen verkauft worden ist, um neue Weideflächen für das Vieh der Stadtbewohner zu schaffen. Nach dem Dreißigjährigen Krieg entstanden hier erste Häuser. 1833 wurden in Laube und Rasseln 21 Häuser und 119 Einwohner gezählt. Der im 19. Jahrhundert verstärkt einsetzende Tourismus sorgte zu einem Anwachsen von Laube und Rasseln. Ein beliebter Ausflugsort war bis 1945 das Gasthaus Zur Waldesruh in Rasseln. Mit dem zunehmenden Kraftfahrzeugverkehr auf der Verbindungsstraße zwischen der Grenze und Tetschen blieben jedoch immer mehr Gäste fern.

## Kultur und Sehenswürdigkeiten

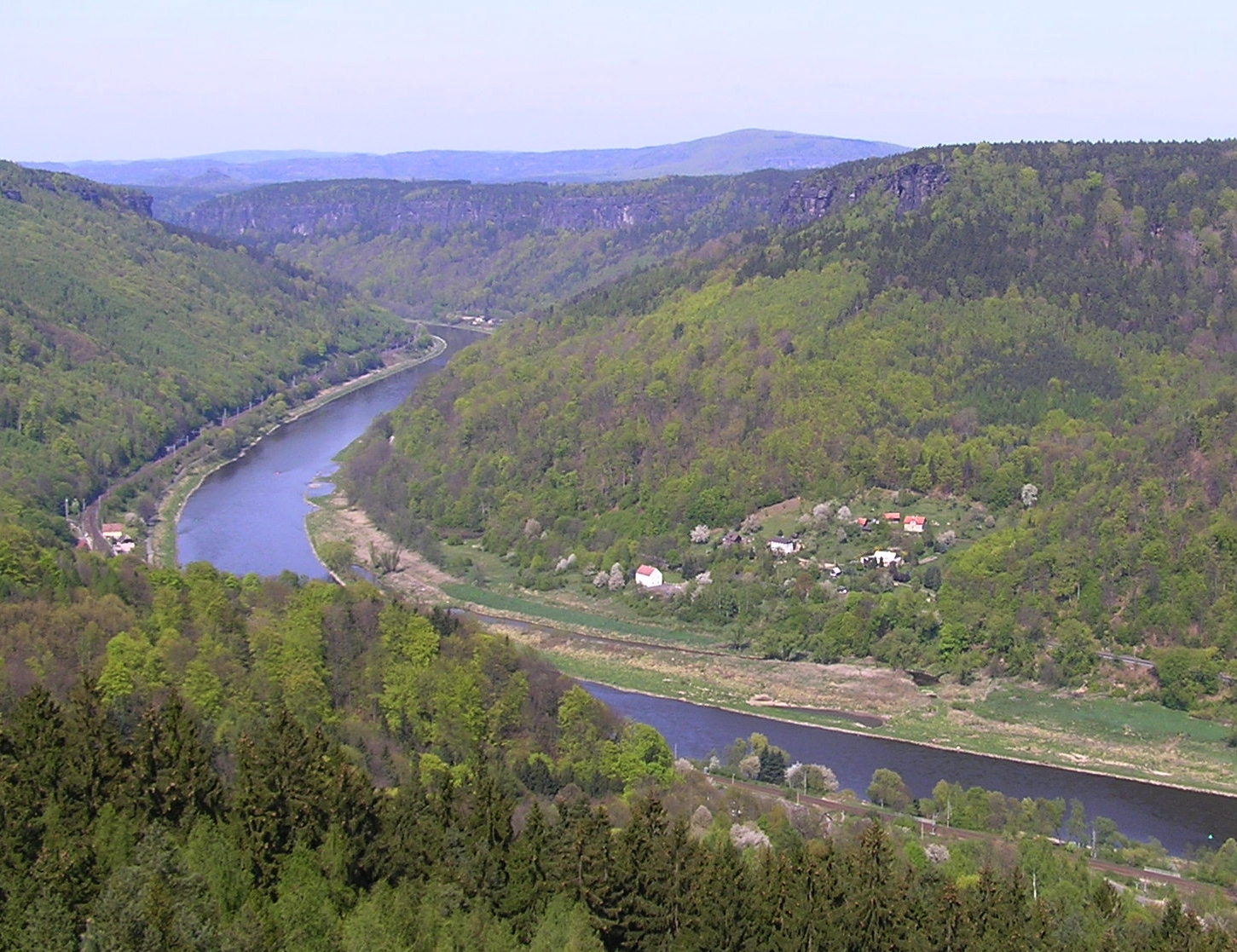
Podskali bei Děčín und Elbtal

Die Gegend um Rasseln in der Böhmischen Schweiz ist vor allem für seine Naturschönheiten bekannt, z. B. Cipisekhöhle, Fragezeichenkluft, Stelzigturm, -höhle und -kamin, Ritterkeller, Bünauhöhle. Südöstlich liegen die Felswände des 433 m hohen Rosenkammes (Růžový hřeben).

## Verkehr
Durch den Ort verläuft die Verbindungsstraße von Děčín (Tetschen) nach Hřensko (Herrnskretschen).